# Lista episoadelor din K-9
K-9 este un serial care rulează la Disney Channel

## Sumar
| România | România | România  | România          | România        |
| Sezon   | Sezon   | Episoade | Primul episod    | Ultimul episod |
| ------- | ------- | -------- | ---------------- | -------------- |
|         | 1       | 26 / 26  | 6 februarie 2010 | 6 august 2010  |

| Regatul Unit | Regatul Unit | Regatul Unit | Regatul Unit      | Regatul Unit   |
| Sezon        | Sezon        | Episoade     | Primul episod     | Ultimul episod |
| ------------ | ------------ | ------------ | ----------------- | -------------- |
|              | 1            | 18 / 26      | 31 octombrie 2009 | VFA            |

## Sezonul 1: 2009-2010
| # | # / Sezon | Titlu                                                     | Regizat de                 | Scris de                      | Premieră originală | Prima depistare, România | Cod |
| --- | --------- | --------------------------------------------------------- | -------------------------- | ----------------------------- | ------------------ | ------------------------ | --- |
| 1 | 1         | „Regenerarea” „Regeneration”                              | David Caesar Mark DeFriest | Shayne Armstrong S.P. Krause  | 31 octombrie 2009  | 6 februarie 2010         | VFA |
| K-9 Mark I îl urmărește pe Jixen, o reptilă răufăcătoare care a venit prin portalul spațiu-timp creat de experimentele profesorului. În timp ce îi protejează pe Londonezi, K-9 este nevoit să se auto-distrugă, dar reușește să îi spună lui Starkey instrucțiunile de reconstruire si regenerare într-o formă mai avansată. |           |                                                           |                            |                               |                    |                          |     |
| 2 | 2         | „Eliberarea” „Liberation”                                 | David Caesar David Napier  | Shayne Armstrong S.P. Krause  | 15 august 2010     | 6 februarie 2010         | VFA |
| K-9 încearcă să ajungă la Jixen pentru a-l opri dar este detectat de securitatea închisori și este lovit. Starkey și Darius încearcă să îl recupereze pe K-9 și decid să se infiltreze în închisoare, dar sunt prinși și închiși. După care Jorijie (Georgi) le vine în ajutor. |           |                                                           |                            |                               |                    |                          |     |
| 3 | 3         | „Korven-ul” „The Korven”                                  | Kary Zwicky                | Tim Pye                       | 3 aprilie 2010     | 13 februarie 2010        | VFA |
| Starkey continuă să fugă și să se ascundă de Departament. Georgi îl găsește și încearcă să vorbească cu el. Între timp un Korven se întoarce în timp, din viitor și îl răpește, pe profesor pentru a-i fura creierul. Cu ajutorul informațiilor dorind să răcească Pământul și să distrugă omenirea, dar Starkey, Darius, Georgi și K-9 pleacă să îl salveze pe profesor, dar o substanță din viitor numită Fosfat îi afectează lui K-9 procesorul. În final profesorul îi șterge lui Starkey dosarul din baza de date a departamentului, băiatul fiind acum liber. Profesorul îi oferă lui Starkey o cameră la el în casă pentru a nu mai sta pe stradă.             |           |                                                           |                            |                               |                    |                          |     |
| 4 | 4         | „Vânătorul de recompense” „The Bounty Hunter”             | James Bogle                | Ian McFadyen                  | 4 aprilie 2010     | 20 februarie 2010        | VFA |
| Departamentul înscenează o situație periculoasă pe care să o rezolve și să câștige încrederea cetățenilor, dar K-9 le strică planul. Între timp un vânător de recompense pe nume Ahab vine prin portalul profesorului încercând să îl găsească pe K-9, spunând că trebuie să îl captureze pentru asasinarea președintelui păcii. Ahab face o înțelegere cu Departamentul, dar în final îi trădeaza și fuge cu K-9 înapoi la profesor pentru a trece prin protal. Starkey, Darius și Georgi încearcă să dovedească nevinovăția lui K-9. În final se dovedește că asasinul era chiar Ahab și că acesta voia să scape de K-9 deoarece acesta îl văzuse în timpul faptei. |           |                                                           |                            |                               |                    |                          |     |
| 5 | 5         | „Sirenele din Ceres” „Sirens of Ceres”                    | Daniel Nettheim            | Deborah Parsons               | 10 aprilie 2010    | 27 februarie 2010        | VFA |
| Georgi și Starkey vor să o ajute pe o fată care protestează, dar astfel își creează probleme cu Departamentul. Între timp Departamentul folosește un compus mineral extraterestru într-o armă pentru cetățeni. Georgi este trimisă la o școală privată care e controlată de Departament prin niște brățări cu Serilium. Astfel departamentul poate controla fiecare persoană și să o facă perfectă. În final Georgi și K-9 încearcă sa le salveze pe fete. |           |                                                           |                            |                               |                    |                          |     |
| 6 | 6         | „Însăși frica” „Fear Itself”                              | Karl Zwicky                | Everett DeRoche Graeme Farmer | 11 aprilie 2010    | 14 mai 2010              | VFA |
| Darius intra intr-o zona interzisa si doi batrani il inchid intr-un sifonier care duce pana la josul pamantului.Departamentul localizeaza un monstru acolo jos.Copiii si K-9 merg langa sifonier.K-9 coboara pana jos dar ii este frica de monstrul care era de fapt un jixen. |           |                                                           |                            |                               |                    |                          |     |
| 7 | 7         | „Prăbușirea casei Gryffen” „Fall of the House of Gryffen” | Daniel Nettheim            | Shayne Armstrong S.P. Krause  | 12 iunie 2010      | 14 martie 2010           | VFA |
| Darius, Starkey și Jorjie petrec o noapte foarte înfricoșătoare în casa lui Gryffen. Lucrurile devin stranii cand familia lui Gryffen bântuie casa în timpul unei furtuni. Copiii lui Gryffen îi atacă pe Darius, Starkey și Jorjie în timp ce soția acestuia îl hipnotizează pe Gryffen. Apoi Darius și Jorjie sunt pe cale să fie trași în vortexul spațio-temporal. Nota:La vortexul spatio-temporal i-a fost scoasa piesa cu bile prinse care fulgera cand a fost folosit vortexul. |           |                                                           |                            |                               |                    |                          |     |
| 8 | 8         | „Mandibulele lui Orthrus” „Jaws of Orthrus”               | James Bogle                | Lindsay James                 | 17 aprilie 2010    | 5 iunie 2010             | VFA |
| K-9 il loveste pe inspectorul Drake iar el vrea sa-l aresteze in ziua urmatoare.June le arata actiunea la casa lui Gryffen.In ziua urmatoare Drake si politistii vin la casa lui Gryffen sa-l aresteze pe K-9 dar politistii innebunesc.Apoi Starkey,Darus si Jeorgi merg sa-l gaseasca pe K-9 cel fals dar K-9 se rataceste.La sfarsit se afla ca K-9 cel fals era de fapt Orthus. |           |                                                           |                            |                               |                    |                          |     |
| 9 | 9         | „Mancatorii de vise” „Dream-Eaters”                       | Daniel Nettheim            | Everett DeRoche Graeme Farmer | 18 aprilie 2010    | 13 martie 2010           | VFA |
| Un artefact este găsit de către departament dar acesta generează unde care îi adorm pe oameni. Niște extratereștri numiți Bodaci vor sa folosească ochiul pentru a vrăji întreaga planetă. Bodacii o folosesc pe June, mama lui Georgi pentru a duce ochiul la obelisc și a activa întreaga putere a artefactului. |           |                                                           |                            |                               |                    |                          |     |
| 10 | 10        | „Blestemul lui Anubis” „The Curse of Anubis”              | Karl Zwicky                | Jim Noble                     | 24 aprilie 2010    | 8 iunie 2010             | VFA |
| Niste anubieni au aterizat cu nava pe pamant si erau niste extraterestii care k-9 i-a salvat planeta dar el nu-si amintea nimic din toate astea,dar dupaia si-a dat seama ca cand a plecat era pace dar anubienii spun ca nu a durat mult intre timp ei foloseau niste coronite care ii faceau pe toti sclavii lor(le-au folosit pe:Grifen)dar cand Jorjie si Starkey si-au dat seama ca au mintit anubienii i-au facut si pe ei sclavii lor si pe mama lui Jorjie si inspectorul Drake la sfarsitul episodului k-9 a scăpat de ei si Darius voia sa le distruga nava.                                                                                                |           |                                                           |                            |                               |                    |                          |     |
| 11 | 11        | „Oroborus” „Oroborus”                                     | Daniel Nettheim            | Deborah Parsons               | 25 aprilie 2010    | 8 mai 2010               | VFA |
| K-9 identifică o schimbare în grupul său de prieteni și descoperă că timpul este distorsionat. Un extraterestru numit, șarpele Oroborus fiind responsabil pentru pierderea fragmentelor de timp. |           |                                                           |                            |                               |                    |                          |     |
| 12 | 12        | „Avatarul Extraterestru” „Alien Avatar”                   | Karl Zwicky                | Graeme Farmer                 | 1 mai 2010         | 9 iunie 2010             | VFA |
| 13 | 13        | „Eolienii” „Aeolian”                                      | Karl Zwicky                | Dave Warner                   | 2 mai 2010         | 30 iunie 2010            | VFA |
| 14 | 14        | „Ultimul Stejar” „The Last Oak Tree”                      | Dale Bradley               | Jim Noble                     | 8 mai 2010         | 10 iunie 2010            | VFA |
| Stejarul lui Robin Hood din padurea Sherwood din muzeul Londrei a fost jefuita de un extraterestru lasand urme.K-9 scaneaza mostra care era magnetica.Starkey,Darius si Georgi merg sub canalizare ca sa-l gaseasca dar Starkey se rataceste si este rapit de extraterestrul care era de fapt un vierme ca sa aiba grija de pui lui.La sfarsit viermele si puii se transforma in fluturi iar Darius ii aduce o invitatie la premii lui Grifen pentru ca in fiecare an Grifen primeste o invitatie la ceva la care asteapta sa nu se duca. |           |                                                           |                            |                               |                    |                          |     |
| 15 | 15        | „Foamea Neagră” „Black Hunger”                            | James Bogle                | Chris Roache                  | 9 mai 2010         | 23 mai 2010              | VFA |
| Darius gaseste un aparat care seamana ca un aspirator care contine termite si-l foloseste ca sa faca curat prin camera de sah a lui Gryfen.K-9,starkey si Jeorji trebuie sa-l duca jos pana cand nu se autodistruge. |           |                                                           |                            |                               |                    |                          |     |
| 16 | 16        | „Spionul de la Cambridge” „The Cambridge Spy”             | Mark DeFriest              | Jason Bourque                 | 15 mai 2010        | 7 mai 2010               | VFA |
| Jeorgy se intoarce in anul 1963, iar ceilalti incearca sa-i salveze pe ea si pe William Pike, strabunicul lui Darius. |           |                                                           |                            |                               |                    |                          |     |
| 17 | 17        | „Biblioteca pierdută a lui Ukko” „Lost Library of Ukko”   | Mark DeFriest              | Deborah Parsons               | 16 mai 2010        | 28 iulie 2010            | VFA |
| 18 | 18        | „Mutantul” „Mutant Copper”                                | James Bogle                | John O'Brien                  | 22 mai 2010        | 6 iulie 2010             | VFA |
| 19 | 19        | „Custodianul” „The Custodians”                            | James Bogle                | Shayne Armstrong S.P. Krause  | 23 mai 2010        | 5 iulie 2010             | VFA |
| 20 | 20        | „Taphony și bucla temporală” „Taphony and the Time Loop”  | VFA                        | VFA                           | 24 iulie 2010      | 31 iulie 2010            | VFA |
| 21 | 21        | „Gladiatori roboți” „Robot Gladiators”                    | VFA                        | VFA                           | 25 iulie 2010      | 1 august 2010            | VFA |
| 22 | 22        | „Minte devastată” „Mind Snap”                             | VFA                        | VFA                           | 31 iulie 2010      | 2 august 2010            | VFA |
| 23 | 23        | „Îngerul din Nord” „Angel of The North”                   | VFA                        | VFA                           | 1 august 2010      | 3 august 2010            | VFA |
| 24 | 24        | „Ultima margine” „The Last Precinct”                      | VFA                        | VFA                           | 7 august 2010      | 4 august 2010            | VFA |
| 25 | 25        | „Vânătoarea Korven-ului” „Hound of the Korven”            | VFA                        | VFA                           | 8 august 2010      | 5 august 2010            | VFA |
| 26 | 26        | „Eclipsa Korven-ului” „Eclipse of the Korven”             | VFA                        | VFA                           | 14 august 2010     | 6 august 2010            | VFA |